# Birgitta Wesén
Birgitta Elisabeth Wesén, född Hoppeler 12 september 1935 i Malmö, är en svensk barnskådespelerska.
Wesén spelade en av huvudrollerna som den rullstolsburna flickan Ninni i Rännstensungar 1944, vid nyinspelningen av filmen 1974 medverkade hon i en mindre statistroll.

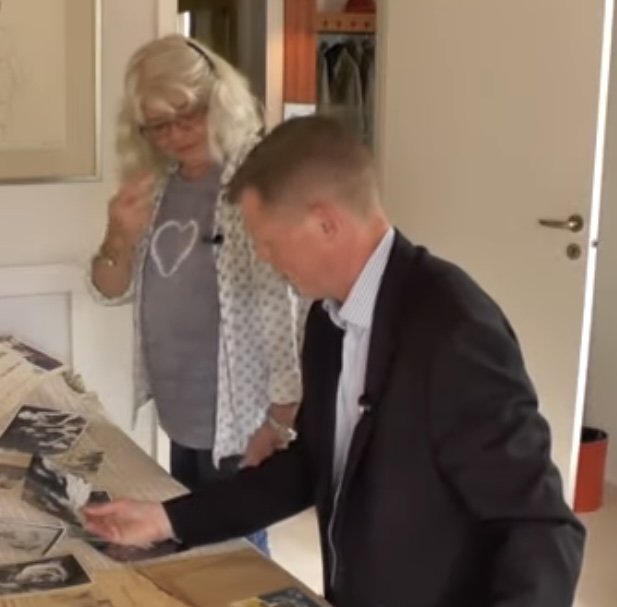
Birgitta Wesén och Micke Dahl i dokumentären ”I min lilla lilla värld av blommor”

I maj 2014 gjorde Micke Dahl en dokumentär om och med Wesén. Filmen fick namnet I min lilla lilla värld av blommor och handlar bland annat om Weséns tid som barnskådespelare.

## Filmografi
- 1944 – Rännstensungar
- 1945 – Den glade skräddaren
- 1946 – Ebberöds bank
- 1974 – Rännstensungar
- 2014 – I min lilla lilla värld av blommor